# Neápoli (Athènes)
Pour les articles homonymes, voir Neapoli.
Ne doit pas être confondu avec Neápoli (Spáta).
Neápoli (en grec moderne : Νεάπολη) est un quartier d'Athènes, en Grèce. Il est proche du centre historique au nord-ouest du Lycabette. Neápoli signifie ville nouvelle en français.

## Source
- (el) Cet article est partiellement ou en totalité issu de l’article de Wikipédia en grec moderne intitulé « Νεάπολη » (voir la liste des auteurs).